# Krzysztof Baszniak
Krzysztof Janusz Baszniak (ur. 2 stycznia 1953) – polski przedsiębiorca i polityk, w latach 1994–1995 podsekretarz stanu w Ministerstwie Pracy i Polityki Socjalnej.

## Życiorys
Absolwent Akademii Ekonomicznej we Wrocławiu i Akademii Dyplomatycznej. Pracował m.in. w departamencie wojskowym Ministerstwa Spraw Zagranicznych. Działał w Polskim Stronnictwie Ludowym. Od 5 kwietnia 1994 do 19 stycznia 1995 był wiceministrem pracy i polityki socjalnej w rządzie Waldemara Pawlaka, odpowiedzialnym za sprawy zagraniczne i kontakty międzynarodowe. W czasie pełnienia urzędu zasłynął m.in. uderzeniem teczką fotoreportera „Super Expressu”, który próbował przeprowadzić rozmowę o toczącym się w jego sprawie śledztwie. W efekcie tego zdarzenia wybuchł skandal i Baszniak utracił stanowisko, a także został ukarany grzywną.
Później zajął się działalnością biznesową w branży paliwowej w Polsce i za granicą. Od 2003 do 2004 pozostawał prezesem Wrocławskiej Jedynki, która miała budować domy mieszkalne w Iraku, lecz zbankrutowała. Był wielokrotnie przesłuchiwany w śledztwach związanych z tzw. mafią paliwową i śmiercią Marka Papały, dwukrotnie został też napadnięty i pobity. Został skazany na 1,5 roku pozbawienia wolności w zawieszeniu na 4 lata za wyłudzanie kredytów.